# Свемирска опсерваторија Хершел
Хершел опсерваторија је свемисрка опсерваторија под власништвом Европске свемирске агенције. Опсерваторија је била активна од 2009. до 2013. године и снимала је у подручју инфрацрвене светлости. Располаже огледалом пречника 3.5 метара и инструментима осетљивим на таласне дужине од 55–672 µm. Партнер у Хершел мисији била је НАСА чији су научници радили на обради података.
Опсерваторија је у орбиту лансирана у мају 2009. године и налази се у другој Лагранжовој тачки (L2) система Земља–Сунце. Добила је име по Вилијаму Хершелу, који је открио Уран и први детектовао инфрацрвено зрачење.
Опсерваторија је била способна да види најхладније и најпрашније објекте у свемиру; на пример, хладне чауре у којима се формирају звезде и прашњаве галаксије које тек почињу да се гомилају са новим звездама. Опсерваторија је проверавала облаке који стварају звезде — „споро лонце“ састојака звезда — да би пратила пут којим се формирају потенцијални молекули који стварају живот, као што је вода.
Животни век телескопа зависио је од количине расхладне течности која је доступна за његове инструменте; када би те расхладне течности нестало, инструменти би престали да функционишу исправно. У време његовог покретања, процењено је да ће операције трајати 3,5 године (до краја 2012. године). Наставио је да ради до 29. априла 2013. у 15:20 UTC, када је Хершелу понестало расхладне течности.
НАСА је била партнер у мисији Хершел, са америчким учесницима који су допринели мисији; обезбеђивање инструменталне технологије која омогућава мисију и спонзорисање НАСА Хершел научног центра (NHSC) у Центру за инфрацрвену обраду и анализу и Хершел претарази података у Инфрацрвеном научном архиву.

## Развој
Године 1982, агенцији ESA је предложен Далеки инфрацрвени и субмилиметарски телескоп (FIRST). Дугорочни план политике ESA „Хоризонт 2000“, произведен 1984. године, позивао је на мисију хетеродинске спектроскопије високе пропусности као једну од својих темељних мисија. Године 1986, FIRST је усвојен као темељна мисија. Одабран је за примену 1993. године, након индустријске студије 1992–1993. Концепт мисије је редизајниран са Земљине орбите на Лагранжову тачку Л2, у светлу искуства стеченог из Инфрацрвене свемирске опсерваторије [(2.5–240 µm) 1995–1998]. Године 2000, FIRST је преименован у Хершел. Након расписивања тендера 2000. године, индустријске активности су почеле 2001. године.. Хершел је лансиран 2009.
Хершелова мисија коштала је 1.100 милиона евра. Ова цифра укључује свемирске летелице и корисни терет, трошкове лансирања и мисије, и научне операције.

## Посматрања
Хершел је посматрао Сунчев систем, као и Млечни пут и објекте изван њега. Његове главне гране истраживања биле су
- Формирање галаксија у младом универзуму и њихова еволуција
- Формирање звезда
- Хемијски састав атмосфера планета, комета и сателита Сунчевог система
- Молекуларни састав разних објеката

У току своје мисије Хершел је имао преко 35 000 посматрања.

## Инструменти
Рефлектована светлост у огледалу фокусирала се на три инструмента чији су детектори били чувани на температурама нижим од 2 К (−271 °C). За расхлађивач је изабран течни хелијум, кога је било више од 2000 литара. Расхлађивача је било довољно да опсерваторија ради 3,5 година, тј. до краја 2012. године, иако је она наставила радити до 29. априла 2013. године. Званично је престала рад 17. јуна 2013.
Хершел је располагао са три детектора
- PACS (Photodetecting Array Camera and Spectrometer)
- SPIRE (Spectral and Photometric Imaging Receiver)
- HIFI (Heterodyne Instrument for the Far Infrared)

## Открића
Хершел је био кључан у открићу непознатог и неочекиваног корака у процесу формирања звезда. Првобитна потврда и каснија верификација уз помоћ земаљских телескопа огромне рупе празног простора, за коју се раније веровало да је тамна маглина, у области NGC 1999 бацила је ново светло на начин на који новоформирани региони звезда одбацују материјал који их окружује.
У јулу 2010. објављено је специјално издање Астрономије и астрофизике са 152 рада о почетним резултатима опсерваторије.
Друго специјално издање часописа Астрономија и Астрофизика објављено је у октобру 2010. у вези са јединим HIFI инструментом, због његовог техничког квара који га је онеспособио током 6 месеци између августа 2009. и фебруара 2010. године.
На бази података Хершеловог свемирског телескопа објављено је 1. августа 2011. да је молекуларни кисеоник дефинитивно потврђен у свемиру. То је био други пут да су научници пронашли овај молекул у свемиру. То је раније пријавио тим Один.
Извештај из октобра 2011. објављен у часопису Nature наводи да Хершелова мерења нивоа деутеријума у комети Хартли 2 сугеришу да је већи део Земљине воде у почетку могао да потиче од удара комета. Дана 20. октобра 2011, објављено је да је хладна водена пара количине океана откривена у акреционом диску младе звезде. За разлику од топле водене паре, претходно откривене у близини звезда које се формирају, хладна водена пара би била способна да формира комете које би потом могле да донесу воду унутрашњим планетама, као што је теоретизовано за порекло воде на Земљи.
Дана 18. априла 2013, Хершелов тим је објавио у још јеној публикацији часописа Nature да је лоцирао изузетну галаксију са праском звезда која производи преко 2.000 соларних маса звезда годишње. Галаксија, названа HFLS3, налази се на z = 6,34, а настала је само 880 милиона година након Великог праска.
Само неколико дана пре краја своје мисије, ESA је објавила да су Хершелова запажања довела до закључка да је вода на Јупитер испоручена као резултат судара комете Шумејкер-Леви 9 1994. године.
Дана 22. јануара 2014, научници ESA користећи Хершелове податке известили су о детекцији, по први пут дефинитивно, о воденој пари на патуљастој планети, Церес, највећем објекту у астероидном појасу. Ово откриће је неочекивано јер се обично сматра да комете, а не астероиди, „избијају млазнице и перјанице“. Према речима једног од научника, „Линије су све нејасније између комета и астероида.“